# 江川 (バレーボール)
江 川（ジャン・チュアン、1994年8月9日 - ）は、中国の男子バレーボール選手である。

## 来歴
中華人民共和国・北京市出身。
2014年より北京自動車でプレー。2シーズンプレーした。
2016年、中国代表に選出され、アジアカップに出場。ベストオポジット賞を受賞した。同年、上海金色年華に移籍。2016/17シーズン、中国スーパーリーグで優勝を果たし、自身はMVPも受賞した。
2017年、ワールドリーグとアジア選手権に出場。同年、北京自動車に復帰。2017/18シーズン、中国スーパーリーグで準優勝に貢献し、MVPを受賞した。
2018年、世界選手権に出場した。2019年、アジア選手権に出場。
2020年東京オリンピックの大陸間予選とアジア予選にも出場。しかし、惜しくもアジア予選決勝で敗れ、オリンピック出場はかなわなかった。
2021年、アジア選手権に出場し、チームは銅メダルを獲得した。
2022年、日本のV.LEAGUE DIVISION1(V1)に所属するJTサンダーズ広島に入団した。2024年、退団。

## 球歴
- 中国代表
  - バレーボール世界選手権 - 2018年
  - ネーションズリーグ - 2018年、2022年
  - アジア選手権 - 2017年、2019年、2021年
  - ワールドリーグ - 2017年

## 所属チーム
- 北京自動車 (zh) （2013-2016年）
- 上海金色年華 (zh) （2016-2017年）
- 北京自動車 (zh) （2017-2022年）
- JTサンダーズ広島 （2022-2024年）
- 北京自動車 (zh) （2024年-）

## 受賞歴
- 2016年 アジアカップ ベストオポジット賞
- 2017年 2016/17中国スーパーリーグ MVP
- 2018年 2017/18中国スーパーリーグ MVP